# Aedophron postnigra
Aedophron postnigra är en fjärilsart som beskrevs av Max Wilhelm Karl Draudt 1937. Aedophron postnigra ingår i släktet Aedophron och familjen nattflyn. Inga underarter finns listade i Catalogue of Life.